# 아이슬란드 왕국
아이슬란드 왕국(아이슬란드어: Konungsríkið Ísland 코눙스리키드 이슬란드, 덴마크어: Kongeriget Island 콘게리게트 이슬란드[*])은 1918년 12월 1일부터 1944년 6월 17일까지 아이슬란드에 있던 왕국이다. 덴마크 국왕이 아이슬란드의 국왕을 겸하는 동군연합 형식을 띤 왕국이다.
원래 아이슬란드는 덴마크 왕국의 해외 영토였지만 1904년 자치령으로 승격되었고 1918년 12월 1일에는 덴마크와 동군연합을 이루는 조건으로 독립국이 되었다. 그러나 나치 독일이 제2차 세계 대전 당시에 덴마크를 점령하면서 동군연합은 강제로 해체되었고 아이슬란드는 공화국이 된다.

## 아이슬란드 왕국의 군주
- 크리스티안 1세 (1918년-1944년)

## 같이 보기
- 아이슬란드